# Кольорова металургія
Кольоро́ва металу́ргія (англ. non-ferrous metallurgy; нім. NE-Metallurgie f, Buntmetallurgie f, Metallhüttenwesen n, Nichteisenhüttenwesen n,  Nichteisenmetallurgie f) — галузь важкої промисловості, підприємства якої видобувають і збагачують руди, виробляють та обробляють кольорові метали, рідкісні й дорогоцінні метали та їх сплави, видобувають природні алмази та іншу мінеральну сировину. 

## Загальний опис
До кольорової металургії належать також заготівля й переробка вторинних кольорових металів. Основні види продукції кольорової металургії — руди, концентрати, метали і сплави кольорових металів, порошки, хім. сполуки кольорових металів, вироби з кольорових металів і сплавів тощо; попутна продукція — мінеральні добрива, будівельні матеріали та інш.
Провідні позиції за запасами сировини кольорової металургії займають: Ґвінея (боксити), Канада (цинк, вольфрам), США (молібден), Австрія (свинець), ПАР (золото), Мексика (срібло), Конго (кобальт), Болівія (літій), Чилі (мідь), Індонезія (олово).
Найбільшими басейнами кольорової металургії в світі є: басейн Королеви Вікторії, басейн Хіменес-Мата, басейн Сомбрано, Гельсінський басейн, басейн Байдабо, Улан-Батор, Лабрадорський, Перт, Миколаївський басейн.[джерело?]
Найбільші підприємства галузі в Україні — Іршанський гірничо-збагачувальний комбінат та Верхньодніпровський гірничо-металургійний комбінат, Побузький нікелевий завод, Артемівський завод по обробці кольорових металів, Запорізький титаномагнієвий комбінат, Торезький завод наплавочних твердих сплавів та інші.

## Фрагмент історії
Ґеорґіус Аґрікола присвятив свою роботу De Re Metallica (1556 рік) саме опису плавки руд і металів, мети, з якою застосовують плавку, зокрема, кольорових металів:
| У Вестфалії викладають десять возів вугілля на схилі гори, до якої примикає рівнина, і, зробивши верхівку купи вугілля плоскою, накидають на неї солому у вигляді шару товщиною 3 або 4 пальця. Зверху кладуть стільки чистої свинцевої руди, скільки може витримати купа. Потім вугілля підпалюють. Вітер роздмухує вогонь і руда плавиться. Свинець капає, стікає на рівнину та утворює широкі тонкі пластинки. У запасі тримають кілька сотень фунтів свинцевої руди і, якщо справа йде як слід, підкидають її на купу. Широкі пластинки свинцю виявляються нечистими, тому їх кладуть на сухі дрова, укладені на свіжозрубані дрова, які, у свою чергу, лежать на великому тиглі. Дрова підпалюють і переплавляють свинець. |